# Alberto Cavalcanti
Alberto de Almeida Cavalcanti (* 6. Februar 1897 in Rio de Janeiro; † 23. August 1982 in Paris) war ein brasilianischer Filmregisseur und Filmproduzent. Er war hauptsächlich in Europa tätig.

## Leben und Wirken
Cavalcanti wurde als Sohn eines Mathematikers geboren und galt als überdurchschnittlich intelligent. Im Alter von 15 Jahren begann er ein Rechtsstudium an der Universität, brach dieses jedoch nach kurzer Zeit wieder ab. Sein Vater schickte ihn nach Genf, wo er sich für ein Architekturstudium entschied. Mit 18 Jahren zog er nach Paris und arbeitete dort für einen Architekten, später für einen Innenarchitekten. Nach einem Besuch in Brasilien nahm er eine Stelle im brasilianischen Konsulat in Liverpool an.
Cavalcanti stand in Kontakt mit dem avantgardistischen französischen Filmregisseur Marcel L’Herbier. Dieser bot ihm an, als Szenenbildner für ihn zu arbeiten. Cavalcanti verließ Anfang der 1920er Jahre seinen Job im Konsulat und ging wieder nach Frankreich. Er war unter anderem an der Produktion von L’Herbiers Filmen Die Unmenschliche (1924) und Die zwei Leben des Mathias Pascal (1925) beteiligt. 1926 drehte er seinen ersten eigenen Film, den experimentellen Dokumentarfilm Rien Que les Heures über einen Tagesablauf in Paris. Im darauffolgenden Jahr arbeitete er mit Walter Ruttmann bei einem ähnlichen Projekt (Berlin: Die Sinfonie der Großstadt) zusammen. Mit Beginn der Tonfilmzeit war er bei den französischen Studios von Paramount angestellt und experimentierte mit den Möglichkeiten des Tons. Er gab den Job jedoch bereits 1933 wegen künstlerischer Differenzen wieder auf und ging nach England.
Ab 1934 arbeitete Alberto Cavalcanti für John Griersons Dokumentarfilmergruppe der GPO Film Unit. Dort wirkte er über einen Zeitraum von 7 Jahren an zahlreichen Dokumentarfilmen als Toningenieur, aber auch als Regisseur und Berater. 1937 wurde er kurzzeitig für den nach Kanada abgewanderten Grierson Interimschef des Studios. Die dauerhafte Übernahme des Postens wurde ihm verwehrt ab, da er nicht gewillt war, die britische Staatsbürgerschaft anzunehmen. Cavalcanti verließ die GPO Film Unit und schloss sich 1940 den Ealing Studios des Produzenten Michael Balcon an und war dort in verschiedenen Funktionen beschäftigt. Er begann mit der Produktion von Propagandafilmen wie Feiger Cäsar (1941) – ein Kompilationsfilm, der Szenen von Mussolini mit dem Ziel der Verunglimpfung und Lächerlichmachung aneinanderreiht. Zu Cavalcantis wichtigsten Werken bei Ealing gehören der 1942 entstandene Propagandafilm Went the Day Well?, Traum ohne Ende (Dead of Night) (1945) und Nicholas Nickleby (1947). Cavalcanti verließ Ealing über Geldstreitigkeiten und ging nach drei weiteren Filmregien in Großbritannien 1950 zurück nach Brasilien.
Dort arbeitete er als Produzent für die Companhia Cinematográfica Vera Cruz, die schließlich in Konkurs ging. Als Kommunist gebrandmarkt konnte er in Brasilien schwer Arbeit finden und ging Mitte der 1950er Jahre wieder nach Europa. 1955 führte er in den Wiener Rosenhügel-Filmstudios Regie bei der Verfilmung von Bertolt Brechts Herr Puntila und sein Knecht Matti. Er arbeitete in den 1960 und 1970er Jahren als herumreisender Regisseur in mehreren europäischen Ländern.

## Filmografie

### Frankreich
- 1926 Le Train Sans Yeux
- 1926 Nichts als die Zeit (Rien Que les Heures)
- 1927 Berlin: Die Sinfonie der Großstadt
- 1927 En Rade
- 1927 Yvette
- 1927 La P'tite Lilie
- 1928 La Jalousie du Barbouille
- 1929 Le Petit Chaperon Rouge
- 1929 Le capitaine Fracasse
- 1929 Vous verrez la semaine prochaine
- 1930 Toute sa vie
- 1930 A Cancao do Berco
- 1930 A Mi-chemin du ciel
- 1930 les Vacance du diable
- 1931 Dans une ile perdue
- 1932 En lisant le journal
- 1932 Le jour du frotteur
- 1932 Revue montmartroise
- 1932 Nous ne ferons jamais du cinema
- 1932 Le Truc du bresilien
- 1933 Le Mari garcon
- 1933 Plaisirs defendus
- 1933 Coralie et Cie
- 1933 Tour de chant

### GPO Film Unit
- 1934 Pett and Pott: A Fairy Story of the Suburbs
- 1934 The Glorious Sixth of June: New Rates
- 1935 Coal Face
- 1936 Line to Tcherva Hut
- 1937 We Live in Two Worlds
- 1937 Who Writes to Switzerland?
- 1937 Message to Geneva
- 1937 Four Barriers
- 1938 Alice in Switzerland
- 1939 Men of the Alps
- 1939 A Midsummer Day's Work

### Ealing und Großbritannien
- 1941 Yellow Caesar
- 1942 Film and Reality
- 1942 Went the Day Well?
- 1943 Watertight
- 1944 Champagne Charlie
- 1945 Traum ohne Ende
- 1947 The Life and Adventures of Nicholas Nickleby
- 1947 They Made Me a Fugitive
- 1947 The First Gentleman
- 1949 For Them That Trespass

### Brasilien und Europa
- 1952 Simao, O Caolho
- 1952 O Canto do Mar
- 1954 Mulher de Verdade
- 1955 Herr Puntila und sein Knecht Matti
- 1956 Die Windrose
- 1958 La Prima notte
- 1960 The Monster of Highgate Ponds
- 1967 Thus Spoke Theodore Herzl
- 1969 Les Empailles
- 1970 La Visite de la vieille dame
- 1976 Le Voyageur du silence
- 1976 Um Homem e o cinema